# Кинси (фильм)
«Кинси» (англ. Kinsey) — биографический фильм, снятый в 2004 году по сценарию и под руководством Билла Кондона. Он описывает жизнь Альфреда Кинси, роль которого играет Лиам Нисон. Пионерская работа Кинси в области сексологических исследований, опубликованная в 1948 году, «Сексуальное поведение самца человека» (первая из двух книг, составлявших Отчёты Кинси) была одной из первых известных работ, которая научно исследовала и изучала сексуальное поведение и его последствия (или отсутствие последствий) у человека. В фильме также играют роли Лора Линни (чья игра номинировалась на «Оскар» в номинации «Лучшая женская роль второго плана»), Крис О’Доннелл, Питер Сарсгаард, Тимоти Хаттон, Джон Литгоу, Тим Карри, Оливер Платт, Дилан Бейкер и Уильям Сэдлер. Фильм «Кинси» неоднократно номинировался на различные престижные награды в мире киноискусства , и получил 10 из них.

## Сюжет фильма
- Теглайн: «Давайте поговорим о сексе»

Профессор Альфред Кинси, главный герой фильма, подвергается интервьюированию о его собственной сексуальной жизни. Во время интервью наиболее выпуклые моменты в жизни Кинси показываются зрителям в виде нескольких фрагментов воспоминаний. Показываются две сюжетные последовательности: одна описывает детство Кинси и его опыт как бойскаута, другая — то, как Кинси объявляет своему разочарованному отцу о намерении избрать карьеру биолога. Затем повествование переходит к периоду преподавательской деятельности Кинси в Университете Индианы в качестве профессора биологии, читающего лекции об орехотворках. С этого момента начинается непрерывная линия повествования. Описывается история любви Альфреда Кинси с одной из его студенток, на которой он затем женится (роль жены Кинси играет Лора Линни). У них рождается трое детей. Тем временем в университете профессор Кинси, которого его студенты-магистранты любовно называют «Прок» (сокращение от Профессор Кинси), встречается со студентами после окончания занятий с тем, чтобы предложить индивидуальные консультации по вопросам секса. Хотя из фильма остаётся непонятным, как именно началась эта практика индивидуальных консультаций, выглядит это так, как будто студенты, приходящие к нему на консультации, делают это вследствие распространившихся слухов о качестве его консультаций.
На торжественной вечеринке, посвящённой выпуску последней публикации Кинси об орехотворках, Кинси отлавливает студенческого декана и предлагает ему открытый, общедоступный курс сексуального просвещения, который бы оппонировал официальной антисексуальной пропаганде, предлагавшейся в официальных медицинских курсах в то время. Неожиданно для Кинси, декан соглашается. Кинси начинает преподавание курса о человеческой сексуальности и сексе для ограниченной аудитории. При этом Кинси продолжает отвечать на вопросы студентов о сексе в приватном порядке, но находит, что его ответы и его знания очень сильно ограничены практически полным отсутствием научных данных о человеческой сексуальности, половом акте и др. Это приводит Кинси к решению распространить среди студентов-слушателей своего курса о сексе анонимные опросники об их сексуальных предпочтениях и практиках.
Результаты обработки студенческих опросников приводят Кинси к мысли о том, что существует огромная разница между тем, что общество считает «социально приемлемыми сексуальными практиками» и предписывает людям, и тем, чем в действительности люди занимаются в постели. После получения поддержки от Фонда Рокфеллера Кинси и его сотрудники начинают ездить по стране, интервьюируя добровольных респондентов об их сексуальных историях и практиках.
С течением времени и накоплением данных опросов профессор Кинси начинает понимать, что сексуальность человека, включая его собственную сексуальность, значительно более вариативна и пластична, чем предполагалось. Шкала сексуальности, которую он создаёт позднее, становится известна как шкала Кинси. Эта шкала ранжирует сексуальность человека от абсолютной гетеросексуальности до абсолютной гомосексуальности, со всеми промежуточными градациями, представляющими разные варианты бисексуальности. При этом Кинси подчёркивает непрерывный, а не дискретный характер шкалы.
Один из ассистентов доктора Кинси, Клайд Мартин (роль которого играет актёр Питер Сарсгаард) открыто бисексуален, и доктор Кинси, а позднее и его жена, оба вступают в любовную связь с ним. Открытость Кинси в своих сексуальных отношениях вне брака создаёт некоторое напряжение в отношениях Кинси с женой, однако все вовлечённые стороны достигают согласия, и Кинси и его жена продолжают любить друг друга всю оставшуюся жизнь.
Первая из сексологических книг Кинси, посвящённая сексуальному поведению мужчин, имеет огромный успех и становится бестселлером. Исследования Кинси переключаются на женскую сексуальность, что встречает более серьёзное противодействие и вызывает больше противоречий. После выпуска тома Отчётов Кинси, посвящённого женской сексуальности, поддержка Кинси начинает снижаться. Начало эпохи маккартизма приводит Фонд Рокфеллера к решению отказаться от дальнейшей финансовой поддержки исследований Института Кинси, поскольку Кинси получил ярлык «коммуниста», стремящегося разрушить и подвергнуть сомнению традиционные американские моральные ценности.
Кинси чувствует себя предателем интересов всех тех, кто стал жертвами сексуальной неграмотности и пренебрежения сексуальным просвещением. Таможня запрещает импорт некоторых исследовательских материалов Кинси, что ещё более усугубляет финансовый кризис, испытываемый Институтом Кинси. Сам Кинси на этой почве получает инфаркт. В начале фильма Кинси однажды упоминает о своём «слабом сердце». В дальнейшем у Кинси из-за стрессов и бессонницы развивается пристрастие к барбитуратам. Встречи с другими филантропами не дают никаких результатов — в эпоху маккартизма никто не хочет давать денег на такие скандальные исследования, как изучение человеческой сексуальности. Тем не менее Кинси продолжает собирать ответы респондентов и их сексуальные истории. Однажды он интервьюирует пожилую женщину, лесбиянку, которая говорит ему, что его исследования спасли ей жизнь, открыли ей глаза на саму себя и на то, что она не одна такая, и сделали её счастливой.
Затем сюжет возвращается к интервью с Кинси, и его спрашивают о любви и о том, будет ли Кинси когда-либо пытаться провести исследования природы любви (а не секса и сексуального поведения). Кинси отвечает, что любовь невозможно измерить количественно и невозможно сосчитать, а без возможности той или иной количественной оценки — нет и науки. Вместе с тем Кинси подчёркивает, что любовь очень нужна и важна. Финальная сцена фильма — Кинси и его жена, уже немолодые люди, выезжают на природу. Жена Кинси говорит о дереве, которое стоит здесь уже тысячу лет. Кинси отвечает, что дерево выглядит счастливым.
Хотя действие фильма происходит в Университете Индианы, многие из сцен фильма были сняты в Университете Фордхэма в Бронксе. Кампус этого университета показывается также в нескольких других фильмах. Некоторые части фильма были отсняты в Колумбийском университете.

## Критика
Фильм получил высокие оценки от большинства кинокритиков: его рейтинг на сайте Rotten Tomatoes составляет 90 % (174 положительные рецензии из 194), Metacritic даёт ленте 79 баллов из 100 (35 положительных рецензий и 5 нейтральных).
Противница сексуального просвещения Джудит Рейсман, известная своими нападками на Кинси и критикой результатов его исследований, в статье, опубликованной на сайте ультраправой ориентации «WorldNet Daily» заявила, что режиссёр Билл Кондон, будучи открытым геем и активистом ЛГБТ-движения, проявил необъективность в освещении личности Кинси, якобы сознательно замалчивая и обходя «острые углы», к которым она отнесла «нетрадиционные» сексуальные практики Кинси, его бисексуальность, мазохизм и тему группового секса. Там же она выразила мнение, что фильм «Кинси» представляет собой плохо замаскированную апологию личности Кинси, его исследований и так называемую «пропаганду гомосексуализма».

## Награды и номинации
- 2005 — номинация на премию «Оскар» за лучшую женскую роль второго плана (Лора Линни)
- 2005 — 3 номинации на премию «Золотой глобус»: лучший фильм — драма, лучшая мужская роль — драма (Лиам Нисон), лучшая женская роль второго плана (Лора Линни)
- 2005 — 6 номинаций на премию «Спутник»: лучший фильм — драма, лучший режиссёр (Билл Кондон), лучшая мужская роль — драма (Лиам Нисон), лучшая мужская роль второго плана — драма (Питер Сарсгаард), лучшая женская роль второго плана — драма (Лора Линни), лучший оригинальный сценарий (Билл Кондон)
- 2005 — 4 номинации на премию «Независимый дух»: лучший фильм (Гейл Матракс), лучшая мужская роль (Лиам Нисон), лучшая мужская роль второго плана (Питер Сарсгаард), лучший сценарий (Билл Кондон)
- 2005 — номинация на премию Гильдии киноактёров США за лучшую женскую роль второго плана (Лора Линни)
- 2005 — номинация на премию Гильдии сценаристов США за лучший оригинальный сценарий (Билл Кондон)
- 2004 — премия Национального совета кинокритиков США за лучшую женскую роль второго плана (Лора Линни), а также попадание в десятку лучших фильмов года